# Pazeravec
Pazeravec (Libocedrus) je malý rod jehličnatých dřevin z čeledi cypřišovitých, které se vyskytují pouze na jižní polokouli, a to na ostrovech Nového Zélandu a Nové Kaledonie. Po taxonomických revizích je do něho řazeno 5–6 druhů.

## Taxonomie
Původně se jednalo o veliký rod zahrnující většinu cypřišovitých z jižních oblastí jižní polokoule, postupně však z něho byly vyděleny samostatné rody Austrocedrus, Calocedrus (pazerav) a Papuacedrus. Některými zdroji je do něho vřazován též rod Pilgerodendron s jediným druhem P. uviferum z jižní Argentiny a Chile, čemuž však odporují některé morfologické i fytogeografické argumenty. Typovým druhem je Libocedrus plumosa (syn. L. doniana). V rámci široké čeledi cypřišovitých je řazen do podčeledi Callitroideae, kde spolu s výše zmíněnými čtyřmi rody formuje samostatný klad sesterský k ostatním.

## Popis

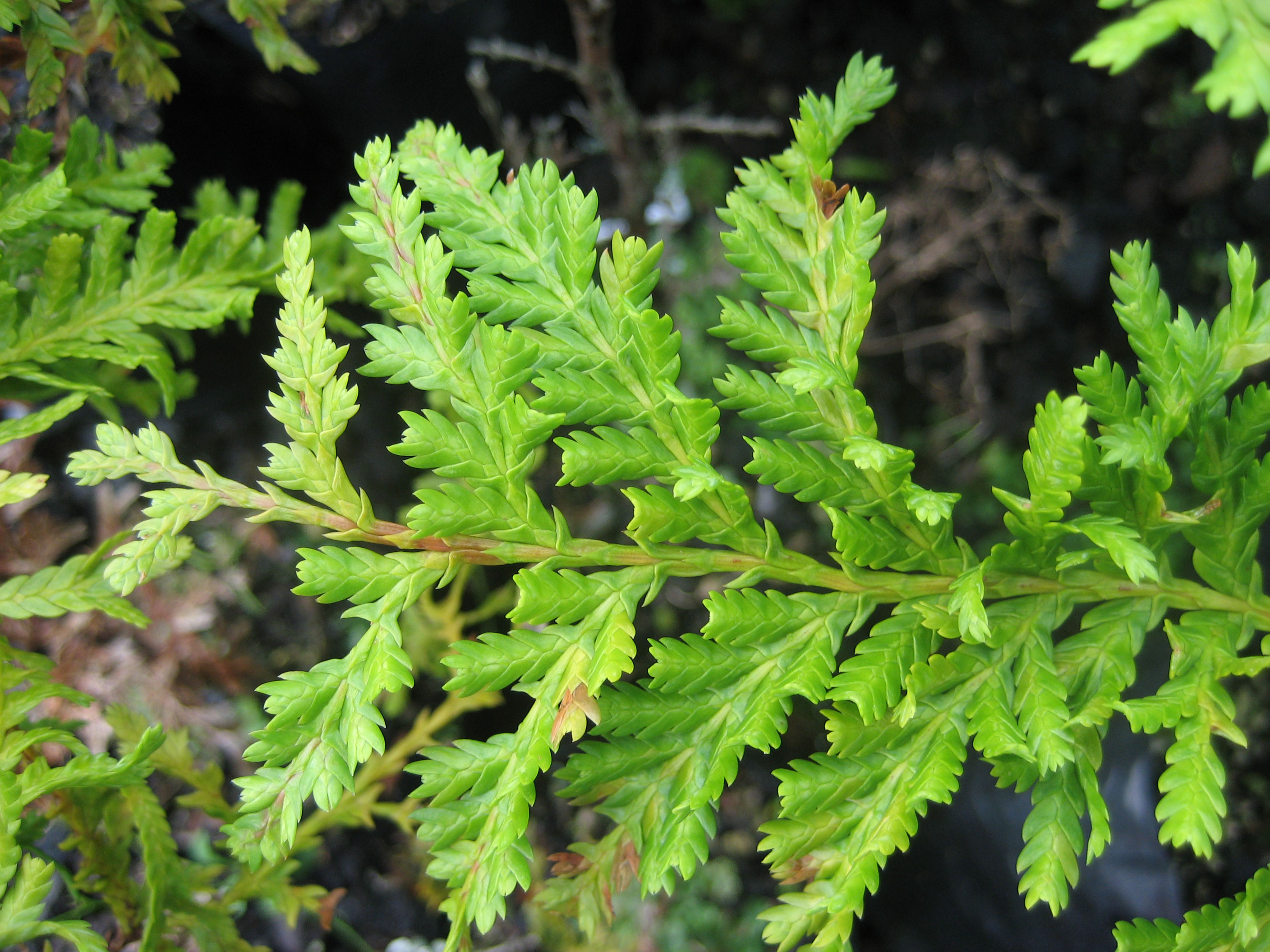
Mladá větévka druhu Libocedrus plumosa

Stálezelené, jednodomé (jen výjimečně dvoudomé) dřeviny s tenkou, pásovitě se odlupující borkou. Mladé větévky jsou zploštělé, dospělé čtyřhranné, nesou drobné, v mládí přitisklé, ve stáří spíše odstávající šupinovité listy, které jsou postavené vstřícně proti sobě a na rubu mají světlé průduchové proužky. Novozélandské druhy jsou středně velké až velké stromy s kuželovitou či válcovitou korunou, dorůstající výšek přes 20 (ojediněle i 30) metrů, zatímco zástupci z Nové Kaledonie jsou převážně malé stromy či keře převážně do 5 metrů výšky. Samčí a samičí šištice vyrůstají jednotlivě, obvykle na různých větvích téhož stromu; jsou drobné, vejčité, samičí ve zralosti dřevnatějí do zhruba 1 cm velkých šišek obsahujících semena se dvěma výrazně nestejně velkými křídly. Opylování se děje jako u jiných jehličnanů pomocí větru, ploidie rodu je 2n = 22.

## Ekologie a rozšíření

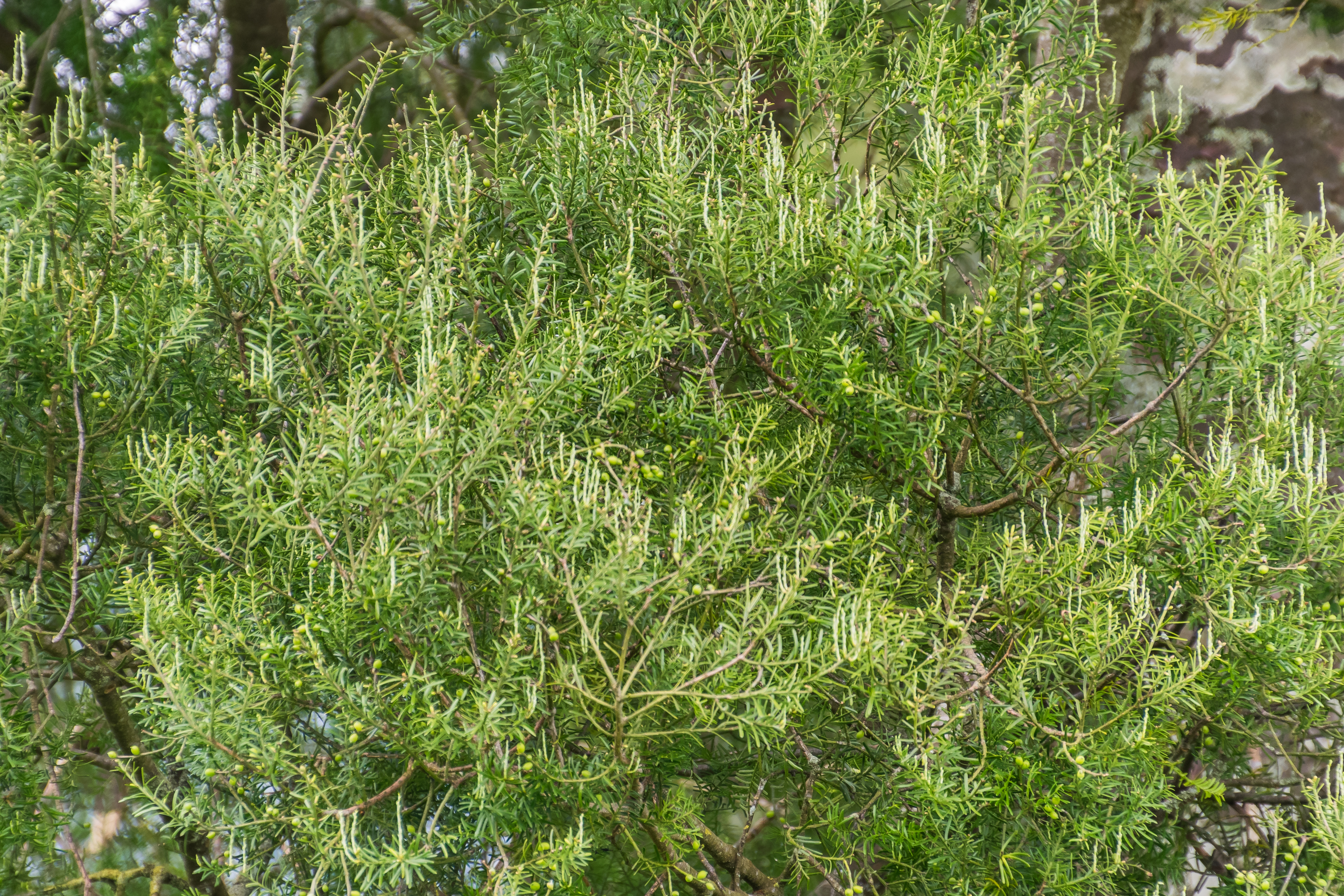
Větev s dozrávajícími šiškami

Stromoví zástupci na Novém Zélandu rostou ve vlhkých lesích obou ostrovů, maximálně do nadmořských výšek 1850 m; Libocedrus bidwilii zde spolu s pabuky a jinými jehličnany, především z čeledi nohoplodovitých, vytváří horní hranici lesa. Novokaledonské druhy se vyskytují jako podrost horských lesů, v křovinách na svazích a říčních terasách, často na velmi kyselých horninách nebo naopak na hadcích.

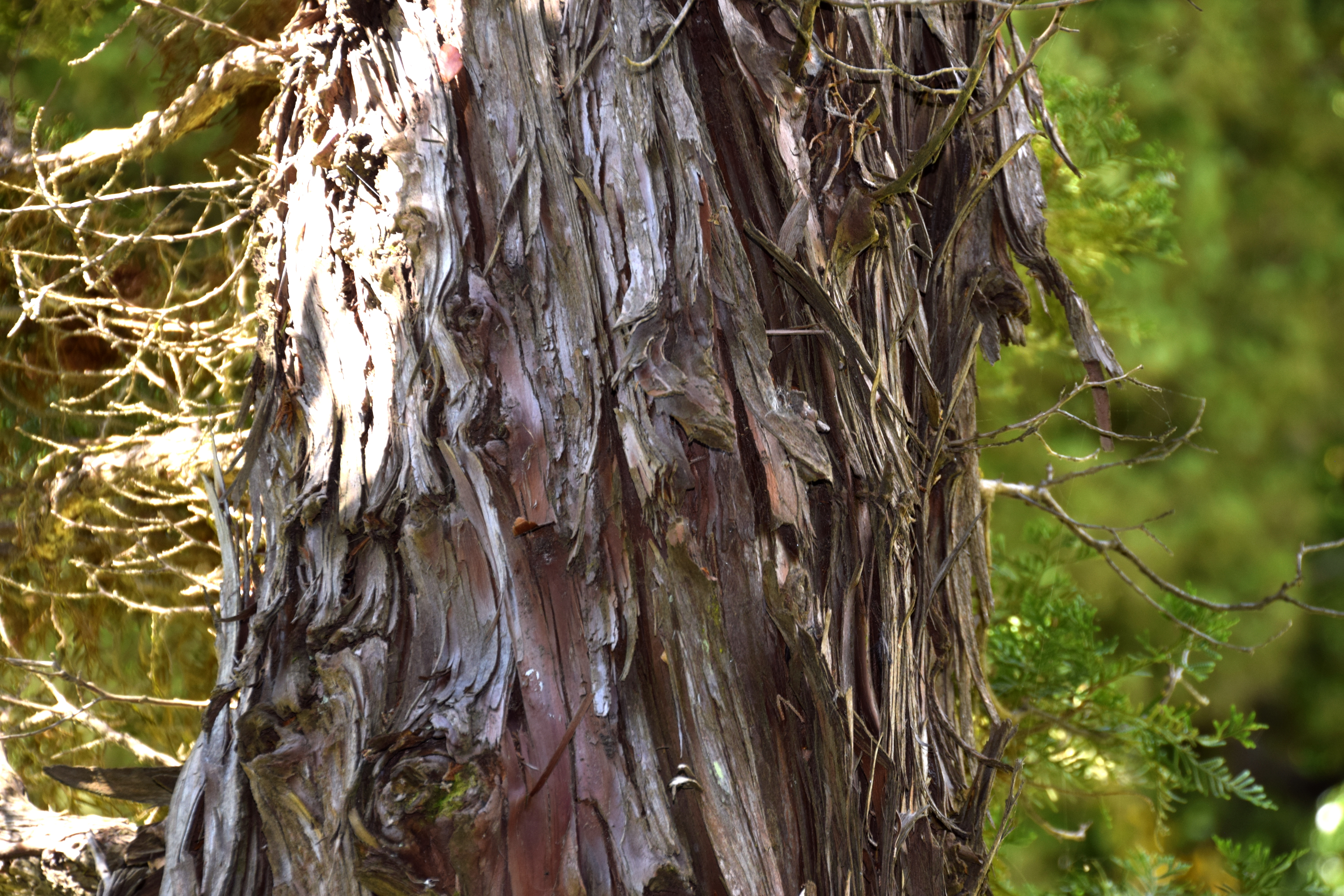
Odlupující se borka

## Zástupci
- Libocedrus austrocaledonica – Nová Kaledonie
- Libocedrus bidwillii – Nový Zéland
- Libocedrus chevalieri – Nová Kaledonie, kriticky ohrožený druh rostoucí pouze na třech stanovištích[4]
- Libocedrus plumosa – Nový Zéland
- Libocedrus yateensis – Nová Kaledonie[2]

Někdy uváděný šestý druh Libocedrus uvifera je zde pojednáván samostatně jako Pilgerodendron uviferum.

## Význam a využití
Dřevo některých druhů, především Libocedrus plumosa, se používá ve stavebnictví a truhlářství; je jemně zrnité, trvanlivé a dobře opracovatelné, má příjemnou tmavě červenou barvu. Jinak je hospodářský i okrasný význam těchto dřevin spíše zanedbatelný, v kultuře se pěstují jen zcela ojediněle. Ve střední Evropě nejsou otužilé.